# Фікайо Томорі
Олувафікайомі Олувадамілола «Фікайо» Томорі (англ. Oluwafikayomi Oluwadamilola "Fikayo" Tomori; нар. 19 грудня 1997 року, Калгарі, Канада)  — англійський футболіст нігерійського походення, захисник італійського клубу «Мілан» і збірної Англії.

## Клубна кар'єра
Томорі запросили в академію «Челсі» в восьмирічному віці, він є її вихованцем і кращим гравцем року академії Челсі у 2016 році . Разом з командою він двічі поспіль перемагав у Юнацькій лізі УЄФА: в сезонах 2014/15 і 2015/16.
11 травня 2016 року разом з Теммі Абрахамом і Кейсі Палмером був запрошений до основного складу для підготовки до заключних ігор чемпіонату. 15 травня 2016 дебютував у Прем'єр-лізі в поєдинку останнього туру проти «Лестера», вийшовши на заміну на 60-й хвилині замість Браніслава Івановича  . Другу половину наступного сезону Томорі грав в оренді за «Брайтон енд Хоув Альбіон», а в серпні 2017 року, разом з деякими іншими партнерами по «Челсі», був відданий в оренду «Галл Сіті». 6 серпня 2018 року був відданий в оренду в «Дербі Каунті». Перший гол забив у ворота «Норвіча» 29 грудня 2018 року.

## Кар'єра в збірній
Батьки Томорі - нігерійці, проте він народився в Канаді. У дитинстві вони переїхали до Англії, таким чином Фікайо міг вибирати збірні. У 2016 році він прийняв пропозицію юнацької збірної Канади і навіть зіграв у ній один матч, однак 16 травня 2016 року отримав виклик у збірну Англії до 19 років . З нею Томорі дійшов до півфіналу чемпіонату Європи серед юнаків до 19 років 2016 року. Через рік він увійшов до складу збірної до 20 років на чемпіонат світу. Томорі був основним захисником, незважаючи на те, що в груповому етапі забив у свої ворота з центру поля.

## Статистика
Станом на 25 травня 2024
| Сезон             | Команда                    | Чемпіонат         | Чемпіонат | Чемпіонат | Національний кубок | Національний кубок | Національний кубок | Континентальні кубки | Континентальні кубки | Континентальні кубки | Інші змагання | Інші змагання | Інші змагання | totale | totale | totale |
| Сезон             | Команда                    | Ліга              | Ігор      | Голів     | Ліга               | Ігор               | Голів              | Ліга                 | Ігор                 | Голів                | Ліга          | Ігор          | Голів         | Ігор   | Голів  |        |
| ----------------- | -------------------------- | ----------------- | --------- | --------- | ------------------ | ------------------ | ------------------ | -------------------- | -------------------- | -------------------- | ------------- | ------------- | ------------- | ------ | ------ | ------ |
| 2015–16           | «Челсі»                    | АПЛ               | 1         | 0         | КА+КФЛ             | 0                  | 0                  | -                    | -                    | -                    | -             | -             | -             | 1      | 0      |        |
| 2019–20           | «Челсі»                    | АПЛ               | 15        | 1         | КА+КФЛ             | 2+0                | 1+0                | ЛЧ                   | 4                    | 0                    | СКУ           | 1             | 0             | 22     | 2      |        |
| 2020–21           | «Челсі»                    | АПЛ               | 1         | 0         | КА+КФЛ             | 1+2                | 0                  | ЛЧ                   | 0                    | 0                    | -             | -             | -             | 4      | 0      |        |
| Усього за «Челсі» | Усього за «Челсі»          | Усього за «Челсі» | 17        | 1         |                    | 5                  | 1                  |                      | 4                    | 0                    |               | 1             | 0             | 27     | 2      |        |
| 2016–17           | «Брайтон енд Гоув Альбіон» | ЧФЛ               | 9         | 0         | КА                 | 1                  | 0                  | -                    | -                    | -                    | -             | -             | -             | 10     | 0      |        |
| 2017–18           | «Галл Сіті»                | ЧФЛ               | 25        | 0         | КА                 | 1                  | 0                  | -                    | -                    | -                    | -             | -             | -             | 26     | 0      |        |
| 2018–19           | «Дербі Каунті»             | ЧФЛ               | 44+3      | 1         | КА+КФЛ             | 4+4                | 0+1                | -                    | -                    | -                    | -             | -             | -             | 55     | 2      |        |
| 2020–21           | «Мілан»                    | СA                | 17        | 1         | КІ                 | 1                  | 0                  | ЛЄ                   | 4                    | 0                    | -             | -             | -             | 22     | 1      |        |
| 2021–22           | «Мілан»                    | СA                | 31        | 0         | КІ                 | 4                  | 0                  | ЛЧ                   | 5                    | 1                    | -             | -             | -             | 40     | 1      |        |
| 2022–23           | «Мілан»                    | СA                | 33        | 1         | КІ                 | 1                  | 0                  | ЛЧ                   | 10                   | 0                    | СІ            | 1             | 0             | 45     | 1      |        |
| 2023–24           | «Мілан»                    | A                 | 26        | 4         | КІ                 | 0                  | 0                  | ЛЧ+ЛЄ                | 6+3                  | 0                    | -             | -             | -             | 35     | 4      |        |
| Усього за «Мілан» | Усього за «Мілан»          | Усього за «Мілан» | 107       | 6         |                    | 6                  | 0                  |                      | 28                   | 1                    |               | 1             | 0             | 142    | 7      |        |
| Усього за кар'єру | Усього за кар'єру          | Усього за кар'єру | 205       | 8         |                    | 21                 | 2                  |                      | 32                   | 1                    |               | 2             | 0             | 260    | 11     |        |

## Титули і досягнення
- Чемпіон Італії (1):

«Мілан»: 2021–22
- Володар Суперкубка Італії (1):

«Мілан»: 2024
- Чемпіон світу (U-20): 2017
- Переможець Юнацької ліги УЄФА (2): 2014-15, 2015-16